# Gand-Wevelgem 1958
La Gand-Wevelgem 1958, ventesima edizione della corsa, si svolse il 6 aprile su un percorso di 231 km, con partenza a Gand e arrivo a Wevelgem. Fu vinta dal belga Noël Foré della Groene Leeuw-Leopold davanti ai suoi connazionali Rik Van Looy e Fred De Bruyne.

## Ordine d'arrivo (Top 10)
| Pos. | Corridore        | Squadra                   | Tempo    |
| ---- | ---------------- | ------------------------- | -------- |
| 1    | Noël Foré        | Groene Leeuw-Leopold      | 5h33'11" |
| 2    | Rik Van Looy     | Faema-Guerra              | a 1'25"  |
| 3    | Fred De Bruyne   | Carpano                   | s.t.     |
| 4    | Rik Luyten       | Faema-Guerra              | s.t.     |
| 5    | Frans Schoubben  | Elve-Peugeot-Marvan       | s.t.     |
| 6    | Pino Cerami      | Elve-Peugeot-Marvan       | s.t.     |
| 7    | Seamus Elliott   | Helyett-Leroux-Hutchinson | s.t.     |
| 8    | Juul Mertens     | Libertas-Dr. Mann         | s.t.     |
| 9    | Willy Schroeders | Faema-Guerra              | s.t.     |
| 10   | André Noyelle    | Groene Leeuw-Leopold      | s.t.     |